# Пальчук, Степан Николаевич
Степа́н Никола́евич Пальчу́к (1942—1998) — командир мостового полка, полковник, Герой Социалистического Труда (1981).

## Биография
Участвовал в сооружении Байкало-Амурской магистрали. За шесть лет воины-железнодорожники, которыми командовал С. Н. Пальчук, возвели свыше 90 мостов.
В 1988 г. назначен заместителем начальника Ленинградского высшего училища железнодорожных войск и военных сообщений имени М. В. Фрунзе.

Могила Пальчука на Волковском православном кладбище Санкт-Петербурга.

## Награды
- медаль «Серп и Молот» Героя Социалистического Труда (5 февраля 1981) — за выдающиеся трудовые достижения на строительстве БАМа[2]
- орден Ленина (1981)
- орден «За службу Родине в Вооружённых Силах СССР» III степени (1977)
- медали.